# Palazzo della cultura "Pasquino Crupi"
Il Palazzo della Cultura "Pasquino Crupi" è un museo di Reggio Calabria.  Il museo ha aperto nel 2016 in seguito all'acquisizione di numerosi dipinti confiscati all'imprenditore vicino alla 'ndrangheta Gioacchino Campolo. Tra le opere esposte, alcune tele di Dalì, De Chirico, Fontana, Bonalumi e Migneco.

## Palazzo

### Storia
Il palazzo è stato progettato alla fine degli anni venti dagli ingegneri Leale e Calogero ed è stato terminato nel 1934. Inizialmente esso era sede del brefotrofio cittadino e durante la seconda guerra mondiale, il 21 maggio 1943, fu vittima di uno dei bombardamenti che colpirono la città di Reggio Calabria. Quel giorno persero la vita trentatré bambini, insieme a quattordici balie, due bambinaie e una suora. Il palazzo riportò inoltre ingenti danni strutturali.

Il brefotrofio fu ricostruito nel 1948 e continuò a svolgere attività per l’assistenza infantile fino al 1970, quando venne abbandonato. In seguito l’edificio ha ospitato gli uffici del Genio Civile e dal 1983 al 1997 è stato sede della Facoltà d'Ingegneria dell'Università Mediterranea di Reggio Calabria.
Dopo un rinnovamento e adeguamento della sede, il 7 maggio 2016 fu inaugurato il Palazzo della Cultura, intitolato a Pasquino Crupi (Bova Marina, 1940 - Reggio Calabria, 2013), insegnante, giornalista, opinionista, critico letterario e scrittore. L'intitolazione avvenne in seguito a un concorso pubblico di idee promosso dall'allora Provincia di Reggio Calabria.

### Distribuzione degli ambienti
- Pianterreno:
  - spazio assegnato al Piccolo Museo San Paolo. Presenta numerose icone dei secoli che vanno dal Cinquecento al Novecento, oltre a numerose tele tra cui un bozzetto attribuito a Raffaello.[3]
- Primo piano:
  - esposizione delle opere confiscate a Gioacchino Campolo, imprenditore reggino vicino alla ‘ndrangheta. Si tratta di un totale di 125 tele che vanno dal Seicento al Novecento;[4]
  - esposizione della Collezione Calarco, contenente principalmente opere di noti artisti calabresi.[5]
- Secondo piano:
  - esposizione di opere di arte contemporanea.[2]

## Esposizioni

### Piccolo Museo San Paolo
Il Piccolo Museo San Paolo è suddiviso in diverse sezioni: 
- la sezione delle icone: 180 opere che vanno dal Cinquecento al Novecento, provenienti dai paesi dell’Est Europa;
- la sezione dei dipinti: oltre 130 tra tele e tavole, che vanno dal Quattrocento all'età contemporanea;
- la sezione degli argenti: 200 pezzi tra ostensori, calici, turiboli e navette che vanno dal Quattrocento al Novecento;
- la sezione delle sculture, risalenti perlopiù al medioevo;
- la sezione di archeologia: espone in particolare monete di tutti i secoli, dalla Magna Grecia all'età contemporanea;
- la sezione degli avori, tra i quali spicca un crocifisso del Cinquecento o Seicento.

È inoltre presente una biblioteca che conserva incunaboli e cinquecentine.

### Opere confiscate
La mostra permanente delle opere confiscate all’imprenditore Gioacchino Campolo è la più ricca del museo. Campolo, chiamato “re del videopoker”, aveva accumulato un'immensa ricchezza monopolizzando il settore delle slot machine. Il suo patrimonio era stato stimato a più di 400 milioni di euro. Oltre a possedere centinaia di immobili e auto di lusso, era un appassionato di arte. Da questa passione nasce la collezione privata di opere che adesso è esposta al Palazzo della Cultura. Infatti, dopo l'arresto di Campolo nel 2009, le autorità hanno messo in atto una maxi-confisca dal valore di 330 milioni di euro.
La collezione tappezzava le pareti della casa di Campolo. Alcune opere erano persino esposte in bagno, in cucina e tra i corridoi, mentre un Ligabue veniva tenuto sotto il letto.
In seguito al sequestro, i quadri sono stati conservati nel caveau della Banca d’Italia per quasi tre anni. Nel 2013 sono tornati alla collettività attraverso un’esposizione al Museo della Magna Grecia di Reggio Calabria. Nel 2016 sono stati infine esposti al Palazzo della Cultura, costituendo la mostra permanente A tenebris ad lucem - L’arte ritrovata torna bene comune.
Tra le opere principali di questa sezione spiccano i Tagli di Lucio Fontana, Piazza Italia di Giorgio De Chirico e due opere di Dalì: Fuente de vita e Romeo e Giulietta. Sono presenti anche opere di Carlo Carrà, Agostino Bonalumi e Fausto Pirandello.

### Collezione Calarco
Nella sezione dedicata alla Collezione Calarco sono esposte tele di grandi artisti calabresi del Novecento, come Nunzio Bava e Fabon (Domenico Bonfà). Sono inoltre presenti una ricca biblioteca ed una fototeca. Il contenuto della sezione proviene dalla collezione privata del senatore Guglielmo Calarco.

### Piano Contemporaneo
Nel Piano Contemporaneo (PiCo) sono esposte opere di artisti locali. Queste opere, per essere esposte, devono essere ritenute valide da una Commissione Scientifica appositamente nominata. Il piano è inoltre impiegato per le mostre momentanee che vengono organizzate durante l'anno. Un esempio è la mostra intitolata 33 Stelline per ricordare i trentatré bambini morti a causa del bombardamento del 1943. La mostra è stata aperta il 21 gennaio 2020 per due mesi.

## Opere principali
- Salvador Dalí, Fuente de vida (1988); Romeo e Giulietta (1975)
- Giorgio De Chirico, Piazza d'Italia; Le muse inquietanti
- Carlo Carrà, Capanno sulla riva (1955)
- Lucio Fontana, Concetto spaziale - Attese
- Agostino Bonalumi, Concetto spaziale (1976)
- Antonio Ligabue, Tigre e serpente (1928/39); Scoiattolo
- Giuseppe Migneco, Venditore di pesce (1972); Donna alla fonte; Donna con cesto di limoni; Pescatore con cesto di pesci
- Antonio Bueno, Volto (1920)
- Mario Tozzi, Natura Morta
- Fausto Pirandello, Nudi di donne